# Iglesia de San Miguel Arcángel (Redován)
La iglesia de San Miguel Arcángel de Redován (Provincia de Alicante, España) fue construida a finales del siglo XIV en estilo románico.
En 1462 fue traída a la Iglesia de Redován , donada por doña Matilde-Jerónima de Santangel, cuya familia poseyó por algunos años el Señorío de este lugar, la Imagen de Nuestra Sra. De la Salud (Patrona de Redován); desde entonces se le venera y se celebra su fiesta el día 8 de septiembre en la localidad.
Terminada la dominación agarena, se edificó una ermita en honor de san Miguel sobre la antigua mezquita mora; este fue el primer templo de que se tiene noticia. Esta ermita fue elevada a parroquia con la misma advocación que tenía, de San Miguel, el 8 de mayo de 1602.
En 1701 se construyó la actual obra. En 1792 se hizo el Crucero y la capilla mayor, dedicada a San Miguel arcángel. En ese mismo año de 1792 fue renovada la obra de la Capilla dedicada a Nuestra Señora de la Salud.